# 3-idrossibenzil-alcol deidrogenasi
La 3-idrossibenzil-alcol deidrogenasi è un enzima appartenente alla classe delle ossidoreduttasi, che catalizza la seguente reazione:
3-idrossibenzil alcol + NADP+ → 3-idrossibenzaldeide + NADPH + H+